# 7859 Lhasa
A 7859 Lhasa (ideiglenes jelöléssel 1979 US) a Naprendszer kisbolygóövében található aszteroida. Antonín Mrkos fedezte fel 1979. október 19-én.